# Selected Ambient Works Volume II
Selected Ambient Works Volume II (adesea abreviat ca SAW2), lansat în 1994, este cel de-al doilea album creat de Richard D. James sub pseudonimul Aphex Twin, și e continuarea  albumului din 1992, Selected Ambient Works 85–92. Albumul a atins poziția #11 în topul UK Albums Chart. Este numărul 62 în "Topul Celor Mai Bune 100 Albume ale Anilor 1990" al publicației online Pitchfork Media. iar în 2002 intră în topul  "Celor Mai Influente 25 Albume Ambient Ale Tuturor Timpurilor".

## Prezentare
Volume II diferă semnificativ de primul volum al seriei, prin durata sa, textura compozițiilor ambient cu o percuție minimală și ocazional cu sample-uri vocale, într-un ton similar lucrărilor lui Brian Eno. James descrie album-ul ca "stând într-o centrală electrică pe acid" cu însemnări că sunetele compozițiilor au fost inpirate de un vis lucid, și că până a se trezi, el a încercat să recreeze sunetele și să le înregistreze. El susține că are sinestezie naturală, ce a contribuit la acest album.

### Formate și artwork
Albumul propriu-zis constă din 25 de piese, toate fiind oficial neintitulate cu excepția melodiei "Blue Calx". În notele de album sunt prezentate o serie de imagini pentru a prezenta titlul fiecărei piese, incluzînd o emblemă albastră pentru "Blue Calx". Diagramele circulare codate în culori sunt de asemenea incluse pentru a arăta piesele ce aparțin unei părți specifice a vinil-ului, la fel și aproximațiile pentru durata pieselor per parte (spre exemplu, culoarea primei părți e muștar). Oficial, fiecare piesă e numită după numărul său reprezentativ de ordine, dar dinamismul fanilor susține că fiecare piesă i s-a acordat numele bazat pe imaginea ce o reprezintă (cum ar fi "rubarba" pentru piesa numarul 3) .
Ediția casei de discuri Sire/Warner Bros. Records, a schimbat câteva din imagini fie prin îndepărtarea neclarității sau înlocuindu-le; în schimb în cazul piesei nr. în 19, a fost lăsat un pătrat gol.  Imaginile originale au fost de asemenea decupate și prezentate diferit pentru edițiile pe casetă audio; câteva sunt rotite în timp ce altele arată mai mult din imaginea originală.
Datorită limitărilor oferite de formatul discului compact, piesa nr. 19 a fost scoasă de pe toate edițiile pe CD. De atunci această omitere a devenit standart, chiar și pentru detailiștii online. Mai târziu piesa este inclusă pe compilația Excursions in Ambience: The Third Dimension, intitulată "#19", a caselor de discuri Astralwerks/Caroline/Virgin și EMI Records. Versiunea originală a cesei de discuri Sire/Warner Bros. Records, a înlaturat de asemenea piesa nr. 4 de pe primul disc. Ediția vinil vine în doua ediții: un vinil standart negru cu un artwork complet colorat și o ediție limitată de vinil cafenie cu fotografie monocromatică (care e de fapt mult mai comună decât ediția de vinil negru).
Fotografiile sunt creditate de Richard D. James, fiind scis de mână pe o imagine ce apare pe o coală de hârtie separată, ce a fost inclusă pe multe ediții ale albumului.

## Personal
Aphex Twin - sintetizatoare, fotografie, compoziție

## Lista pieselor
Toate piesele sunt compuse de Aphex Twin.
| 1.                                           | Neîntitulat                                     | Faleze      | 7:27 |
| 2.                                           | Neîntitulat                                     | Radiator    | 6:34 |
| 3.                                           | Neîntitulat                                     | Rubarbă     | 7:44 |
| 4.                                           | Neîntitulat (omis de pe edițiile de CD din SUA) | Batistă     | 4:34 |
| 5.                                           | Neîntitulat                                     | Iarbă       | 8:55 |
| 6.                                           | Neîntitulat                                     | Mucegai     | 3:31 |
| 7.                                           | Neîntitulat                                     | Draperii    | 8:51 |
| 8.                                           | Neîntitulat                                     | Pată        | 5:08 |
| 9.                                           | Neîntitulat                                     | Stâncă      | 6:54 |
| 10.                                          | Neîntitulat                                     | Copac       | 9:58 |
| 11.                                          | Neîntitulat                                     | Domino      | 7:18 |
| 12.                                          | Neîntitulat                                     | Pată Albă 1 | 2:38 |
| Warp CD, vinil, casetă: 79:32 Sire CD: 74:58 |                                                 |             |      |

| 13.                                | „Blue Calx”                                       | Blue Calx                | 7:20  |
| 14.                                | Neîntitulat                                       | Dungi Parale             | 8:00  |
| 15.                                | Neîntitulat                                       | Vergea Metalică Lucioasă | 5:34  |
| 16.                                | Neîntitulat                                       | Fîșie Gri                | 4:45  |
| 17.                                | Neîntitulat                                       | Ramură Z                 | 2:05  |
| 18.                                | Neîntitulat                                       | Pervaz                   | 7:17  |
| 19.                                | Neîntitulat (numai versiunile pe vinil și casetă) | Stâncă Focalizată        | 10:08 |
| 20.                                | Neîntitulat                                       | Hexagon                  | 5:57  |
| 21.                                | Neîntitulat                                       | Lichen                   | 4:15  |
| 22.                                | Neîntitulat                                       | Pete                     | 7:09  |
| 23.                                | Neîntitulat                                       | Ciucuri                  | 7:30  |
| 24.                                | Neîntitulat                                       | Pată Albă 2              | 11:27 |
| 25.                                | Neîntitulat                                       | Bețe de Chibrit          | 5:41  |
| CD-uri: 77:00 Vinil, casetă: 87:08 |                                                   |                          |       |